# Eustorgio

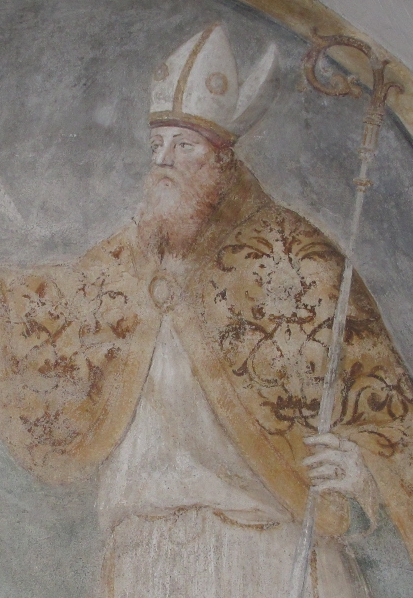
Fresco se San Eustorgio.Basílica de San Eustorgio.Milán

San Eustorgio I fue un religioso cristiano, arzobispo de Milán desde 343 a alrededor de 349. Es honrado como santo por la Iglesia Católica y su festividad se celebra el 18 de septiembre.

## Vida
De acuerdo con la tradición, Eustorgio era un noble griego. Era el legado de Milán y fue elegido como obispo a la muerte de San Protasio en 343. Eustorgio viajó a Constantinopla para que su elección como obispo confirmado por el emperador, y en esa ocasión el emperador le donó las reliquias de la Reyes Magos que trasladó de Constantinopla a Milán.
De 345 a 346 y de 347 a 348 participó en dos sínodos. También comenzó la construcción de varias iglesias y basílicas en Milán. San Atanasio lo llamó un "defensor de la fe" y le menciona como un oponente del arrianismo. San Ambrosio lo llamó por el título honorífico de "confesor", y lo mencionó en unos versos sobre Milán, ca. 700. Su nombre fue incluido en el rito ambrosiano y su culto en Milán es atestiguado por la presencia de cinco iglesias dedicadas a él (como lo demuestra en un documento del siglo XIV, Liber Notitiae Sanctorum Mediolani), la más conocida de las cuales es la Basílica de San Eustorgio.
Una canción del siglo quinto o sexto indica que era un hombre santo famoso y que él había construido un gran sarcófago.
Eustorgio fue enterrado en el cementerio que se encuentra fuera de los muros romanos a lo largo de la carretera de Pavia, y luego trasladado a la iglesia que fue dedicada a él; sus reliquias se encuentran en el altar principal.